# Opalios
Opalios is een geslacht van uitgestorven cloacadieren dat tijdens het Vroeg-Krijt in Australië leefde. De typesoort is Opalios splendens.

## Fossiele vondsten
Opalios is slechts bekend van één fossiel, een geopaliseerde onderkaak uit de Griman Creek-formatie in de Lightning Ridge in noordelijk New South Wales. Het dier werd in 2024 beschreven. 
In hetzelfde gebied zijn ook fossielen van de vijf andere soorten cloacadieren gevonden: Steropodon, Parvopalus, Stirtodon, Kollikodon en Dharragarra.

## Classificatie
Opalios is het basaalste taxon van de Ornithorhynchoidea, die verder de vogelbekdieren en mierenegels omvat. Het dier wordt gerekend tot een eigen familie, de Opalionidae.

## Kenmerken
Opalios vertoont een combinatie van karakteristieken van de oudste cloacadieren en de hedendaagse soorten. Over het algemeen was de morfologie min of meer vergelijkbaar met die van het vogelbekdier, maar delen van de kaak en de snuit vertonen meer overeenkomsten met die van mierenegels. Dit leidde tot de bijnaam "echidnapus" voor Opalios in de algemene pers, een samentrekking van de Engelse benamingen voor de mierenegels ("echidna") en het vogelbekdier ("platypus"). Opalios was ongeveer zo groot als het hedendaagse vogelbekdier. 